# 食キング
『食キング』（しょくきんぐ・しょっきんぐ）は、土山しげるの漫画作品。続編『極食キング』についても併せて解説する。

## 概要
『漫画ゴラクネクスター』1999年2月9日号（通巻71号）及び同1999年2月23日号（通巻72号）に2号連続掲載したあと、『週刊漫画ゴラク』にて1999年4月から2004年4月まで連載した。『喧嘩ラーメン』に続く「食」に題材をとった作品である。土山しげるは本作で、自身が本当に描きたいものが「食漫画」であることに確信を得たとしている。
副題に「B級グルメ店復活請負人」とあるとおり、主人公である「北方 歳三」（きたかた としぞう）がラーメン屋や洋食屋といった庶民向けの飲食店を再建するストーリーである。本作の特徴として、北方は料理人に対して単に料理のトレーニングや客寄せとなる料理を教えるだけでなく、一見料理とは無関係だが実際には再建のために必要な特訓をさせることにある。北方はこれを「修業」と称している。修業の例を以下にあげる。
「食キング」
- カレーライスに小学校の調理師（小学校の児童達が昼の給食がカレーだと知って喜ぶ声を聞いた依頼人は、「あの笑顔が消えないカレーを作る」と決意する）
- オムライスにジョギング（それまでの怠惰な仕事ぶりで体がなまり、落ちていた体力をつけるため）
- 親子丼に卓球（大量の来客の注文をスムーズにさばく動きを身につけるため）
- 餃子にホテルのベルボーイ（握力作り）[5]
- うどんにゲームセンターのダンスマシンをプレイさせる（うどん生地を鍛えるための足踏みの訓練）
- ハンバーグに力士部屋でマッサージ（大量のハンバーグの種をこねるための腕力作り）
- お好み焼きにカラオケボックスでスーダラ節を何度も歌わせる（お好み焼きの焼き上がりのタイミングが同曲と全く同じのため、体内時計を身につける）
- 駅弁にパラグライダー（上空から見た景色を模した盛り付け）
- ラーメンにサーカスのナイフ投げ（お互いの信頼関係の構築）

「極食キング」
- 唐揚げに自動車整備工場での自動車整備（従業員達との食事を通して、カロリーを気にせず食べられる唐揚げを思いつく[註 1]）
- 冷やし中華に銭湯での雑用（特に客へのマッサージ）（店主の作る冷やし中華は、食べた北方も「完璧」、「これだけ出来の良い冷やし中華には出会った事がない」と絶賛するほどで、技術面での修行は必要ないため、食する者を思う心の重要性に気付かせるのが目的[註 2]）
- 丼物にパチンコ店員（ホールスタッフ）のバイトをさせる（北方が考案した店舗形態での接客、動きなどがパチンコ店のそれと同様）
- お笑いグランプリに歳三とコンビで出場 (己の技術で客の笑顔を自然に引き出すという「喜び」を身をもって知るため。

これら意味不明の修業を強制された料理人は、「なんでこんな事を?」と理由を尋ねるが、それに対して北方は「質問は一切受け付けん!!」と答えるのがパターンになっている(例外はある)。北方は修行にあたり高額な再建料を徴収する（その時の依頼人の全財産の時もあれば、分割払いの時もある）が、その中から依頼人の再出発時の必要経費や材料費を賄う事もあるため、北方自身の実入りは実際はそれほどではない。
修行を経て作られた料理名は、その土地やメインの食材にかけた駄洒落であることが多い。
また、本作の前半では物語は基本的に区切り（再建する店）ごとでほぼ完結していて、北方以外にはレギュラーとなるキャラクターがいないのも特徴である。ある意味主人公は料理人で、北方は狂言回しともいえる立ち位置にある。
後半からは北方が幾多の料理人と様々な料理対決を行うようになる。最初は自らの腕に自惚れていたり、利益のことしか考えていない料理人が北方に敗れることで改心する、というパターンが多く、登場人物に純粋な悪人はほぼ皆無である。
物語序盤、料理は作品だと言い切る傲慢な一流料理人との対決の中で、相手の姿が自分の分身のように見えた北方は、その勝負に敗れ、料理を酷評されたことで自身の驕りに気づき、立ち直るといったエピソードがある。
続編の『極食キング』では「My好飯（まいこうはん）」「五人囃シ」「癒し中華」など、駄洒落を使ったメニューが増えてくる。

## あらすじ
メールで依頼を受け、多額の報酬を取って料理人として自信を失ったり本来の姿を忘れ客足の遠のいた飲食店を再建させる「再建請負人」、北方歳三。一見料理と何の関係もない奇抜な修行や激しい叱責を行いながらも、料理に対する真摯な姿勢に依頼人は心を打たれ、信頼関係の元で多くの店を再建させてきた。彼は函館一と呼ばれる老舗レストラン「五稜郭亭」の創業者北方清次郎の孫であり、自身も五稜郭亭の料理長として「伝説のシェフ」とまで呼ばれた男だったが、弟であるが料理よりも採算や利益などの数字しか重視しない精四郎と対立し、自分が身を引く形で五稜郭亭を離れた過去を持っていた。その後、再建請負人として全国を転々としていた北方だが、その中で精四郎が売上至上主義に従う人間だけに料理人をすげかえ、五稜郭亭の名を広めるために強引なチェーン展開を進めていることを知る。味へのこだわりと客のニーズに応える料理作りで名を築いた五稜郭亭が崩壊の危機にあることを悟った北方は、再び函館へと舞い戻るのであった。
『極食キング』では、再建人の稼業で口福倶楽部の主管である織田獅子丸と対立してゆく。獅子丸との料理勝負を制し、その後も再建稼業に従事。最後はライバルだった獅子丸の再建に着手する。

## 登場人物
※「声」はENSOKU配信のモーションコミックのもの。

### 主要人物
北方 歳三（きたかた としぞう）
声 - 三宅健太
本作の主人公。五稜郭亭で伝説のシェフとまで呼ばれる凄腕の料理人だったが、弟である精四郎との対立により、五稜郭亭を出て、再建人となる。
料理を食べる者を何よりも大切にする考えを持ち、料理の腕も抜群であったことなどから伝説の料理人として業界では著名な存在となる。
五稜郭亭は出奔しているが、初期は登場人物が五稜郭亭に電話をする事で歳三と連絡を取るシーンがあり、完全に断絶していたわけではない。
北方精四郎（きたかた せいしろう）
歳三の弟。容貌は歳三に瓜二つで、区別は顔にある黒子のみ。幼い頃は歳三と仲が良く、将来は2人で五稜郭亭を継ぐことを夢見ていたが、高校時代に自らは料理の才能がないと悟り、経営を学んで裏側から五稜郭亭を支えるべく大学に進学し、さらにはいくつかの会社に勤めるも、その間に数字しか信用しない冷徹な男に変貌してしまった。
店の経営方針を巡って歳三と対立し、歳三が去ってからは自らにとって都合の悪い者を解雇したり、五稜郭亭をチェーン店化したり、他の料理店を乗っ取って自分のものとしたりするなど、さらに強引な経営をするようになっていった。
物語の終盤では自らが連れて来て、料理長を任せていたイギリスの料理人、エドワード・クックと一味が造反した際に、五稜郭亭を守るため、歳三に涙を流しながら五稜郭亭の再建を依頼し、それがきっかけで和解した。これ以降は冷徹な描写はなくなり、北海道内の各支店のシェフにも礼儀正しく接するようになり、かつて目指していた様に裏側から五稜郭亭を支えている様である。
当初の執務時はスーツを着込んでいたが、エドワード・クックの問題の解決後はコックコートに身を包んでいる。

### 五稜郭亭の関係者
北方総次郎（きたかた そうじろう）
歳三と精四郎の曾祖父。函館五稜郭亭の創始者。
カレーライスの誕生に深く関わっており、そのことがきっかけでエドワード・クックの祖先であるエドワード・G・クックと対立し、現代に至るまで禍根を残している。
明治2年、箱館総攻撃の少し前に店を訪れた土方歳三から新選組の旗を代金とともに受け取っており、その後自身の名字を「北の土方」である北方とし、店名もそれにあやかり「五稜郭亭」としている。
芹澤　丈（せりざわ　じょう）
横浜五稜郭亭の総料理長。
基本通りの味付けから柔軟に変更することを許さず、自分の味以外の味を出したら叱責、殴打は当たり前のワンマンオーナー。
政財界の名士といった上客を毎月ディナータイムに招待し、「研究費」という名目で多額の金を出資させ、私財とすることで横浜五稜郭亭を半ば私物化していた。
本来持っている味覚や評価基準は確かであり、歳三と新見のメンチカツ勝負でも的確な判定を下している。
改心後は他の従業員と交流を持ち、メニューや味付けを議論していた。
最後のエピソードである日本蕎麦編にも登場。かつて部下を殴打するのに使っていた鉄扇もその頃には普通の紙扇になっていた。
新見
横浜五稜郭亭のセコンド。腕は良いが、歳三の事が気に入らないという理由で山崎を利用して恥をかかせようとする。
賄い食対決で作ったメンチカツは味は良かったものの、高価な食材を使った事とご飯に合うおかずではないという理由で敗北する。
その後歳三の懐の深さに改心し、一度横浜五稜郭亭を出るが、その後復帰して芹沢以上に歳三の教えを実践しているとの事。
山崎 進悟（やまざき しんご）
カレー専門店を10年開いていたが、客足の悪化で閉店した後、横浜五稜郭亭に応募する。
応募時の実技試験でカレーを作り、でき具合を芹澤に見てもらうことであったが、カレーの腕を芹澤に否定されたことで、生きる希望をなくし死を選ぼうとするほどであった。
そこで偶然歳三に出会い、横浜五稜郭亭での経緯を話した後、今度は歳三が試験を受けて採用されたことで、仲間ということにして採用される。
沖田　誠（おきた　まこと）
神戸五稜郭亭の料理長。若き天才シェフと呼ばれている。
その腕は一度は歳三に賄い食対決で勝利する程だが、自分の料理を残したり味付けを変えることを許さないなど狭量な一面がある。
父親はかつてはホテルのセコンドを務めており、現在は喫茶店を営んでいる。
改心後は父親との関係も改善し、父親の方法を真似て注文した客に合わせた味付けにするようにしている。
「極」にも登場。風貌は本編よりも落ち着いている。
近藤虎之介（こんどう とらのすけ）
五稜郭亭の元パティシエ長であり、現在は新潟のケーキ屋『CAKE SHOPとら屋』を開いている。
歳三のお菓子作りの師匠であり、昔気質で豪放な性格をしている。
五稜郭亭をリストラにあった後、地元新潟で再起するためにオリジナルケーキを作り上げコンペに応募するも、ケーキをコピーした『IKEDAYA』に破れ、落選。
自身は酒に溺れ、一種のトラウマのような状態となり、厨房に入りケーキを作ろうとするだけで体が震え気絶してしまうまでになってしまった。
柴山
旭川五稜郭亭のオーナーシェフ。五稜郭亭を乗っ取ろうという野心を持っている。
旭川五稜郭亭の経営状況が悪い事を気にしており、歳三を利用して売上を伸ばし他の店舗より上に行こうとするが、歳三の作った中華料理を食べて心を入れ替え、客の事を考えた料理作りをするようになる。
北海道五稜郭亭支店の3オーナーのうち、唯一下の名前が明らかになっていない。
徳田 家康（とくだ いえやす）
小樽五稜郭亭のオーナーシェフ。五稜郭亭を乗っ取ろうという野心を持っている。
腕は良いが有名人志向が強く、有名人のパネルを店内に飾ったり、有名人の為に先約を勝手にキャンセルするといった行為に出る事も。
歳三の料理を食べた事で改心し一度はオーナーを辞めようとするも、歳三の説得を受け、厨房責任者を務める事に。
明石 光秀(あかし みつひで）
札幌五稜郭亭のオーナーシェフ。五稜郭亭を乗っ取ろうという野心を持っている。
料理を権力を得るための手段としか思っておらず、店の味を勝手に変えたり、それに反発する者をクビにするなど自分勝手な行動が目立つ。
かつては料理人としての夢を追う純粋な若者だったが、好意を持っていた料理学校の同期の千穂が結婚した事がショックで料理に対する想いが歪んでいった。
歳三が再現した料理学校時代に食べていたインスタントラーメンを食べた事で改心し、料理人としての初心を思い出す。
佐々木
五稜郭亭傘下のチェーン店の監視を行う「見廻り組」のチーフ。
元刑事であり、張り込みの途中で食べた五稜郭亭のカレーがきっかけとなり、刑事を辞め五稜郭亭で働くようになる。
その時のカレーが歳三の料理であったこと、今の五稜郭亭ではその時の感動を得られなかったことから、歳三を助けるスパイの形で活動するようになる。
エドワード・クック
イギリスで数十店の店舗を持つ料理人。
精四郎の出張先であるヨーロッパのサミットで知り合い、函館五稜郭亭にスカウトされる。
同時に、エドワードに従える3人の料理人を旭川・小樽・札幌の各五稜郭亭に応募させ、採用されることになる。
採用後、各店の料理人を味方につけることで、次第に本性を表すことになる。
五稜郭亭の料理人となった真の目的は、祖先であるクック家の復讐のため五稜郭亭を乗っ取った後、廃業に追い込むことであった。
ボブ・マクラレン
エドワードの配下の料理人の1人。旭川五稜郭亭に採用される。
ピーター・ウォーク
エドワードの配下の料理人の1人。小樽五稜郭亭に採用される。
リチャード・ウッド
エドワードの配下の料理人の1人。札幌五稜郭亭に採用される。

### 主要な依頼人
洋食店『ミツバチ』の主人
妻・美恵子と2人の息子がいる。
料理の手抜きで店が繁盛せず、家賃を滞納したせいで立ち退きを迫られており、息子の願いから歳三に再建を頼む。
歳三の修行に屈しかけるも、給食のカレーを期待する児童達の声を聞き、やる気を取り戻した。
料理店『田中』の主人
どんぶり店『田中屋』の主人の息子。
老舗の親子丼の店を持つ父親に反目し、親子丼以外の多彩な丼をメニューに据えたどんぶり店をオープンしたが、粗悪な作りで鳴かず飛ばずであった。
その後、修行と歳三の薫陶で偉大な父親へのコンプレックスを払拭し、親子丼の名店として名を馳せている。
なお、依頼自体は父親が申し込んだものであり、報奨金も事が済んだ後父が差し出したが、歳三は今の息子なら半年もせずに月賦で払い切るだろうとこれを断っている。
中華料理店『大龍軒』の主人
オムライスを売りにした『キッチンアカシア亭』に嫌がらせを受けていたところ、息子から依頼を受けた歳三に助けられる。
中華料理店であるが、洋食料理人であった父親の得意料理で人気メニューであったオムライスが遺言によりメニューに残されており、これが原因で『アカシア亭』からの嫌がらせを受けていたこともあり、オムライスで再建をはかるために修行を行った。
木谷 元次（きたに もとつぐ）
S県K市にある中華料理店『味楽園』の店長で、餃子の料理人。家族に娘とその娘の息子がいる。
元は県や市から表彰されるほどの料理人だったが、妻の死を機に腕を落とす。
当初は再建を突っぱねていたが、孫の『餃子が美味しくない』の一言で再建を決意する。
野崎 安彦（のざき やすひこ）
30年働いてきた会社を辞め、その退職金を元手にうどん店『さらりぃ麺』を開く。
自称『退職者援助会』の詐欺師に金を騙し取られるうえ、料理の腕も並の料理人に劣るため、客が寄り付かなくなる。北方は「客の顔も見ない接客態度」を最大の問題だと認識していたが「当人が自分で気付かなければ無意味」と考えて去っている。
さらに闇金融の借金にも手を出したことで退職金のほとんどを失い、妻に去られたことで『さらりぃ麺』の閉店を余儀なくされる。
一縷の望みとして歳三に再建を依頼し、うどんの屋台を開いて再建し、妻も戻ってきた。
生来の泣き虫であり、事あるごとに涙を流していたが、修行後はヤクザ相手に啖呵を切り、自身の腕で店を守ることを決意するまでに心が成長した。
「喰いしん坊!」では、山梨県・甲府の大食いイベントでほうとうを提供した『さらりー麺』の店主として登場している。
本城 剛太（ほんじょう ごうた）
『本丸食堂』の亡き店主、本城豊吉の息子。
板前修業を10年しており腕は確かだが、荒っぽく喧嘩っ早く酒癖も悪い放蕩息子。
豆腐料理対決で歳三に破れ、本丸食堂で売られている駅弁の再建に臨む。
極度の高所恐怖症であり、修行当初は目を回して気絶していた。
海遊亭いわし（かいゆうてい　－）
ハンバーグ専門店『いわし亭』の店主。
元々は落語家であり、テレビ企画の芸能人料理コンテストで優勝したことを契機に店を開く。
驕りと怠惰を師匠である海遊亭鯛吉に忠告されたが聞く耳を持たず、歳三の予言通り半月で客足が途絶えてしまう。
その後はなぜハンバーグの店を開いたかを思い出し、心を入れ替え修行していわしハンバーグ専門店として復活。
鯛吉より料理人の真打ちとして認めてもらった。
島原 亜希（しまばら あき）
チャンポン屋『出島屋』の店主の女性。
暴漢に襲われていたところをオランダ人のピーターに助けてもらい、その縁で共に出島屋の再建に乗り出すことになる。
当初は再建請負人『味小路鉄人』に再建を依頼したが、歳三が鉄人のチャンポンの欠点を見抜き再建を中止させる。
その後は自身が料理を始めたきっかけを再認識し、ピーターとともにラーメン屋として再出発を目指した。
再建過程で父親によって店の玄関部分が取り壊されてしまい、テントを張っていたが、後に店が登場した際は修繕されていた。

### その他の人物
川島
月刊マダムキッチンの記者。料理店『田中』への取材に来た際に歳三と出会う。
歳三の正体を知っており彼への取材を試みようとするが、『田中』の再建後は登場することはなかった。
小川 清子（おがわ きよこ）
東京都江東区でおでん屋『清子』を営む年配の女性。
母を失った北方兄弟の乳母として学生の頃まで二人を育てており、二人からは「清」と呼ばれている。
得意料理のおでんは北方兄弟のおふくろの味であり、精四郎を改心させる一助にしたい思いで歳三は『清子』を訪れる。

### 極食キングの登場人物

#### 口福倶楽部の関係者
織田獅子丸（おだ ししまる）
元々は同作者の別作品「喧嘩ラーメン」のキャラクター。比叡山の麓にある料理店「口福倶楽部」の主管。料理人としての腕は確かで和食、洋食、中華を問わずに幅広い天才肌であったが、一方で部下の料理人には厳しい。
歳三とたびたび争い、ラーメン勝負を行うが敗北。以後はさらに料理と部下に対して厳しくなり、部下の離反にあい、かつて自らが追い出した明智に総料理長の座を奪われてホームレスにまで身を落とす。森の要請を受けた歳三の再建を受け、料理人として復活した。
森 蘭太郎（もり らんたろう）
獅子丸の側近としてエリアマネージャーを務める。「蘭」と獅子丸から呼ばれている。獅子丸の事を慕っており、歳三に再建を依頼する。
明智（あけち）
口福倶楽部五条店の店長。売り上げが激減したため獅子丸の怒りを買って解任され、三条河原町店の店長の座を条件に歳三を罠にはめるように命令される。だが獅子丸の厳しいやり方についていけず、歳三の再建を受けて離反し、中京区寺町御池で明智亭を建てて自立する。獅子丸が他の部下からも離反されると、京都財界の重鎮から新たな総料理長候補として擁立され、獅子丸を追い出した(正確には獅子丸の方から「口福倶楽部などくれてやる!!」と言い放って店を放り出した)。

## 用語
五稜郭亭（ごりょうかくてい）
函館市に本店を置く、西洋料理店。函館の他に札幌・旭川・小樽・横浜・神戸にも支店を置いている。
精四郎が経営し始めてから支店を拡大し、チェーン店化するようになった。
極食キングでは、名古屋・松山にも支店を置いていることがうかがえる。
支店は地域ごとに特色のあるメニューが揃っているのが特徴であり、札幌は羊肉料理、旭川は野菜を多用した中華料理、小樽は創作海鮮料理、横浜はカレー、神戸は神戸牛を使用した肉料理、名古屋は八丁味噌を利用したフランス料理、松山は名物のじゃこのカツや松山揚げ、鯛を利用した料理を取り扱っている。

## 作品データ

### 初出
雑誌掲載
- 本編
  - 『漫画ゴラクネクスター』（1999年2月9日号（通巻71号）・1999年2月23日号（通巻72号））
  - 『週刊漫画ゴラク』（1999年4月 - 2004年4月）
- 外伝（『食キング』27巻収録）
  - 「維新洋食伝」『漫画ゴラクスーパー増刊』2001年5月号
  - 「ハイカラ洋食伝」『漫画ゴラクスーパー増刊』2001年10月号
  - 「モダン洋食伝」『漫画ゴラクスーパー増刊』2001年12月号
  - 「チンピラ洋食伝」『漫画ゴラクスーパー増刊』2002年2月号

### 単行本
- ニチブンコミックス版（日本文芸社）全27巻
- Gコミックス版（日本文芸社）※廉価版コミック

## 脚註

### 註釈
1. ↑  技術的な修行はその後。
2. ↑  最終的には、店主の着想した「一年中食べられる冷やし中華」を北方が具現化した。
3. ↑  時系列では、本作の10年前とされている。
4. ↑  極食キング1巻から5巻にかけて登場